# Jacques Morel
Jacques Morel (Brussel, 9 juni 1948) is een voormalig Belgisch politicus.

## Levensloop
Nadat hij in 1973 afstudeerde als doctor in de geneeskunde aan de UCL, werkte Jacques Morel tot 1995 als huisarts. Hij was in 1972 medestichter van het eerste wijkgezondheidscentrum in de Brusselse agglomeratie, Norman Bethune in Sint-Jans-Molenbeek, en was tevens van 1981 tot 2009 secretaris-generaal van de net opgerichte Federatie van Wijkgezondheidscentra.
Daarnaast was Morel van 1989 tot 1997 lid van de vaste cel voor gezondheidseducatie van de Franse Gemeenschap en van 1997 tot 2004 lid van de hoge raad voor gezondheidseducatie van de Franse Gemeenschap. In 2008 werd hij tevens buitengewoon lector aan de school voor volksgezondheid (ESP) van de UCL en van 2016 tot 2020 was hij voorzitter van de afdeling gezondheidspromotie van de adviesraad voor Bijstand van Personen en Gezondheid van de Franse Gemeenschapscommissie. 
Van 2005 tot 2007 was hij eveneens directeur van de vzw Cultures et Santé, die zich richt op gezondheidspromotie, permanente vorming en sociale cohesie, en in 1998 was hij medeoprichter van de vzw Sacopar, een samenwerking van experts in volksgezondheid en specialisten in lokale ontwikkeling, gemeenschapsgezondheid en communicatie die gezondheidspromotie op lokaal niveau en in achtergestelde wijken wil ontwikkelen en stimuleren.
Vanaf 1997 was Morel verbonden aan de partij Ecolo als toegevoegd lid van de commissie Gezondheid binnen de partij. Van 1999 tot 2004 werkte hij als adviseur Gezondheid op het kabinet van Nicole Maréchal, minister in de Franse Gemeenschapsregering en in 2004 trad hij officieel toe tot Ecolo. Van 2009 tot 2014 zetelde hij voor deze partij in het Brussels Hoofdstedelijk Parlement en het Parlement van de Franse Gemeenschap. In deze assemblee maakte Morel van 2009 tot 2014 deel uit van de commissie Cultuur, Audiovisuele Media, Bioscopen, Gezondheid en Gelijke Kansen en zetelde hij van 2011 tot 2012 in de commissie Jeugd en Jeugdhulp.